# Time Bokan
Time Bokan (タイムボカン?) más conocida en Latinoamérica como La Máquina del Tiempo es un anime cuya primera serie fue presentada en Japón por Fuji TV desde el 4 de octubre de 1975 al 25 de diciembre de 1976, todos los sábados a las 6:30 p. m., con un total de 61 episodios de 30 minutos.
Producida por Tatsunoko, derivó en una franquicia de spin-off con el nombre "Time Bokan".

## Historia
El Doctor Kilovatio, un loco pero inteligente científico, ha conseguido la invención de la Crononave; una máquina todo terreno -en forma insecto- que permite el viaje a través del tiempo. Para probar su eficacia y seguridad, decide ser el conejillo de Indias en su viaje inaugural. Sin embargo, para cuando la máquina regresó al presente, el Doctor no estaba en ella. Solo volvió en la máquina Cotorrín un loro que habla, junto con una piedra preciosa llamada dynamante (ダイナモンド?), que es aparentemente la más poderosa y valiosa joya en el mundo.
Selena, nieta del Doctor, junto con Cosmo comienzan su búsqueda, viajando en el tiempo sin un destino claro. El enemigo de este grupo es Ratavari y sus secuaces Rufino y Guamazo, que buscan los dynamantes. Estos también tiene una nave del tiempo (Rufino robó los planos de diseño al Dr. Kilovatio) llamada la Cronoesqueleto.

## Argumento
La historia presenta dos bandos opuestos, los héroes y los villanos:
- Los héroes viajan a una época en particular en su búsqueda del Dr. Kilovatio, y la naturaleza del dynamante, reuniéndose en el proceso con famosas figuras históricas (y algunas veces los personajes de ficción, como la Bella Durmiente, Pinocho, Dracula, don Quijote etc).
- Los héroes finalmente encuentran a los villanos.
- Las dos partes luchan entre ellos con las máquinas del tiempo.
- Los villanos siempre sufren una aplastante derrota, ya sea debido a la astucia e inteligencia de los héroes, o debido a la tremenda ineptitud de los propios villanos.

## Personajes

### Cosmo (Tampei)
Coprotagonista de la serie, tiene 13 años, es ayudante del Dr. Kilovatio, es bastante fuerte en la mecánica e inteligente en historia, pero vulnerable hacia las chicas hermosas, a la vez que es tripanofobico (miedo a las inyecciones)

### Selena (Junko)
Coprotagonista de la serie, tiene 10 años, es la nieta del Dr. Kilovatio, bastante dulce pero muy llorona, cada vez que Cosmo ve a una chica bonita, no duda en pegarle, se caracteriza por su grito ¡ABUELO!

### Toborino (Chorobo)
Es un robot creado por Cosmo, se caracteriza por sus estirables extremidades, pero con la desventaja de funcionar mediante una cuerda, en momentos cruciales de la serie, se queda varado debido a que su cuerda se detuvo.

### Dr. Kilovatio (Dr. Kieda)
Es un científico inteligente pero algo loco, tiene 60 años, es abuelo de Selena y creador de la crononave, al hacer su primer viaje, termina varado en el hogar de Cotorrin, ya que este se robo la crononave.

### Cotorrin (Perasuke)
Es un loro bastante glotón y amante de los pasteles de crema, es el único que sabe donde esta el Dr. Kilovatio, ya que este robo la crononave para poder escapar de su gruñona y mandona esposa, dejando varado al científico en su mundo.

### Ratavari (Marjo)
Es la villana principal de la serie, tiene 30 años, bastante codiciosa de dinero y poder, su objetivo es robar los dynamantes para dominar el mundo, en Latinoamérica, es considerada la 1.ª Sex Symbol del anime.

### Rufino (Grocky)
Ayudante de Ratavari, tiene 25 años, es un científico que se volvió ayudante del Dr. Kilovatio para robar los planos de la crononave y así crear la cronoesqueleto, bastante torpe, esta enamorado de Ratavari (De hecho, la razón por la que se unió a ella, fue por amor), aunque ella posiblemente no piense lo mismo, ya que siempre lo golpea cuando fracasan.

### Guamazo (Warusa)
Ayudante de Ratavari, tiene 35 años, hombre con una fuerza descomunal, pero con poco cerebro.

## Reparto
| Personaje                 | Original                                                   | Hispanoamérica                                  |
| ------------------------- | ---------------------------------------------------------- | ----------------------------------------------- |
| Cosmo / Tampei            | Yoshiko Ohta                                               | Rubén Arvizu (Jesús Brock en algunos episodios) |
| Selena / Junko            | Mari Okamoto (Keiko Yokozawa en los episodios 34, 35 y 36) | Terry Acuna                                     |
| Toborino / Chorobo        | Reiko Katsura                                              | Willy Brand                                     |
| Dr. Kilovatio / Dr. Kieda | Ryuji Saika                                                | Desconocido                                     |
| Cotorrin / Perasuke       | Junpei Takiguchi                                           | Ignacio Campero                                 |
| Ratavari / Marjo          | Noriko Ohara                                               | Terry Acuna                                     |
| Rufino / Grocky           | Jōji Yanami                                                | Edgar Wald                                      |
| Guamazo / Warusa          | Kazuya Tatekabe                                            | Alberto Acuña                                   |

La canción oficial de la serie es cantada por el chileno Memo Aguirre

## Datos Curiosos
- La serie contó con 61 episodios, sin embargo, solo se doblaron 25 episodios al español latino, dejando a los aficionados latinos con un final inconcluso y sin poder encontrar al Dr. Kilovatio, ya que el capítulo donde lo encuentran, es el 27.
- Por razones desconocidas tanto el comienzo como el término de los títulos y créditos salen con letras árabes ya que se trataría de este idioma, o posiblemente persa.
- Hoy en día la serie es considerada un Lost Media, en su versión doblada al español latino, ya que solo se han llegado a encontrar los episodios 1, 3. 9 y algunos fragmentos de dos episodios, el resto de los episodios se encuentran perdidos. Sin embargo, la serie sí está disponible completa en su versión original en japonés, sin subtítulos.

## La cronología de las series
Hay ocho series oficiales de Time Bokan concebidas para la televisión: en estas fechas indican el año de producción:
1. 1975: Time Bokan
2. 1977: Time Bokan Series: Yattaman (Funny Rangers)
3. 1979: Time Bokan Series: Zendaman
4. 1980: Time Bokan Series: Time Patrol Tai Otasukeman
5. 1981: Time Bokan Series: Yattodetaman (El Reino Del Tiempo)
6. 1982: Time Bokan Series: Ippatsuman
7. 1983: Time Bokan Series: Itadakiman
8. 2000: Time Bokan Series: Kiramekiman
9. 2008: Time Bokan Series: Yatterman (segunda serie)
10. 2015: Time Bokan Series: Yoru No Yatterman/Yatterman Night
11. 2016: Time Bokan 24[5]

## Datos de las otras series dobladas al español

### Yattaman (Funny Rangers)
A diferencia de Time Bokan, Yattaman si fue doblada al español en su totalidad, aunque al igual que su predecesora, solo se han encontrado el 80% de la serie al español, por ejemplo, los episodios del 7 al 20, están perdidos y considerados Lost Media.
A diferencia de Time Bokan, cuyo doblaje se hizo en Los Ángeles, Yattaman fue doblada en Colombia.

### Yattodetaman (El Reino Del Tiempo)
Yattodetaman sería la última serie de la franquicia Time Bokan en ser doblada al español, a diferencia de los 2 trabajos anteriores, la serie es totalmente un Lost Media, y no hay datos acerca de la serie, salvo el opening que está en YouTube, lo poco que sabe, es que al igual que Yattaman, la serie contó con doblaje colombiano, mas no hay registro de quienes son los actores de doblaje que participaron en esta serie.